# Marco Julio Severo Filipo
Marco Julio Severo Filipo  (237-249), conocido como Filipo II o Filipo el Joven, fue el hijo y heredero al trono del emperador romano Filipo el Árabe con su esposa, la emperatriz romana, Marcia Otacilia Severa. Conforme a las pruebas numismáticas que aún perduran, tuvo una hermana llamada Julia Severa o Severina, que la literatura existente no menciona.
Cuando su padre se convirtió en emperador en el 244, fue nombrado César . En el 247 se convirtió en cónsul, y posteriormente fue elevado por su padre al rango de Augusto y cogobernante.
Su padre fue muerto en batalla por su sucesor Decio en el 249. Cuando la noticia de su muerte llegó a Roma, Filipo II fue también muerto por la guardia pretoriana; murió en los brazos de su madre a la edad de once años.